# Заветлужжя
Заветлужжя (рос. Заветлужье) — село в Вохомському районі Костромської області Російської Федерації.
Населення становить 157 осіб. Входить до складу муніципального утворення Петрецовське сільське поселення.

## Історія
У 1936-1944 року населений пункт перебував у складі Вологодської області. Від 1944 належить до Костромської області.
Від 2007 року входить до складу муніципального утворення Петрецовське сільське поселення.

## Населення
| 2008 | 2010 | 2014 |
| ---- | ---- | ---- |
| 183  | ↘136 | ↗157 |